# تیزپا
تیزپا (نام علمی: Velocipes) نام یک سرده از راسته خزنده‌کفلان است.